# Max Ibel
Pour les articles homonymes, voir Ibel.
Max Ibel (1er janvier 1896 - 19 mars 1981) est un Generalmajor allemand de la Luftwaffe pendant la Seconde Guerre mondiale.
Max Ibel est crédité entre autres comme l'un des créateurs de la Luftwaffe. Ibel a organisé le Jagdgeschwader 27 et l'a conduit avec succès pendant la bataille de France. Il reçoit la Croix de chevalier de la Croix de fer le 22 août 1940, trois mois plus tard, il obtient un poste d'état-major. En juin 1941 Bernhard Woldenga (de) succède à Ibel comme Geschwaderkommodore du Jagdgeschwader 27 et est remplacé par Wolfgang Schellmann.

Au cours des deux dernières années de la guerre, Ibel est le Kommandeur de la 2. Jagd-Division. À la fin de la guerre, il est inspecteur des opérations de Jet.

## Biographie
Max Ibel est le fils d'Adolf Ibel, conseiller royal du gouvernement et des impôts, et de son épouse Mathile, née Weinreich. Il s'engage le 5 juillet 1915 comme volontaire de guerre dans l'armée bavaroise. Il est affecté au 3e détachement de recrues du 1er bataillon royal bavarois de remplacement du génie. 

## Décorations
- Croix de fer (1939) 2e et 1re Classe
- Croix de chevalier de la Croix de fer le 22 août 1940